# Contea di Colac Otway
La contea di Colac Otway è una local government area che si trova nello Stato di Victoria. Si estende su una superficie di 3.433 chilometri quadrati e ha una popolazione di 20.345 abitanti. La sede del consiglio si trova a Colac.